# Nicola Tacchinardi
Nicola Tacchinardi (Livorno, 3 settembre 1772 – Firenze, 14 marzo 1859) è stato un violoncellista e tenore italiano.

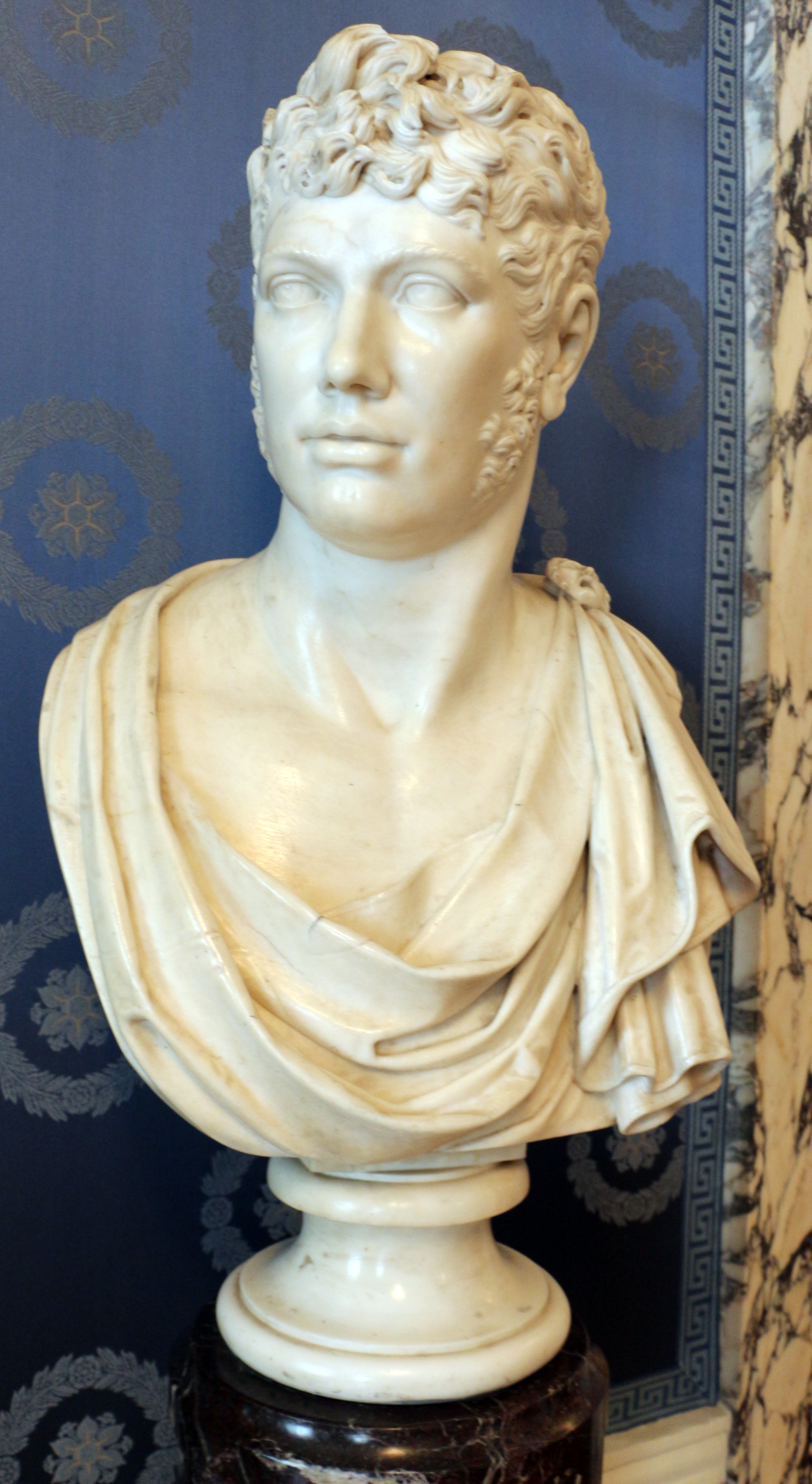
Antonio Canova, Nicola Tacchinardi

Nacque come Niccolò Costantino Fedele Tacchinardi a Livorno da Francesco Tacchinardi, proprietario e insegnante di una scuola di scherma, e da Vittoria Vaccari, figlia di un impiegato della Marina granducale e sorella di un capitano di nave, Gaetano.
Si sposò tre volte. Contrasse il primo matrimonio nel 1803. Dalla prima moglie Maria Angiola Tacchinardi, una parente, ebbe quattro figli: Carolina, Ulisse, Fanny (nata Francesca Felicita Maria) ed Enrichetta "Elisa". Si sposò una seconda volta nel 1837 con Caterina Tacchinardi (figlia di Giuseppe Tacchinardi e Giuseppa Bernardini), una vedova sessantatreenne. La seconda moglie morì due anni dopo nel 1839 e nello stesso anno egli si sposò per la terza volta con la giovane domestica ventiduenne, Maria Cleofe Santa Della Vida (figlia di Angiolo Della Vida e Anna Luperi). Dalla terza moglie ebbe almeno due figli (alcune fonti ne riportano quattro): Andrea Guido Adriano noto solamente come Guido (Firenze, 10 marzo 1840-6 dicembre 1917) e Alessandro Fortunato (Firenze, 1841). 
Iniziò come violoncellista al Teatro della Pergola di Firenze, quindi passò alla carriera di cantante, facendo il suo debutto come tenore a Livorno nel 1804.
Fece numerose apparizioni attraverso l'Italia e cantò per la prima volta alla Scala di Milano nel 1805. Cantò con successo al Théâtre Italien di Parigi dal 1811 al 1814 in opere di Nicola Zingarelli, Ferdinando Paër, Giovanni Paisiello, Antonio Salieri e Wolfgang Amadeus Mozart. In seguito, tornato in Italia, fu molto ammirato in ruoli rossiniani, come Otello. 
Si ritirò dalle scene nel 1831 e si dedicò all'insegnamento: tra i suoi allievi vi fu sua figlia, il soprano Fanny Tacchinardi, prima interprete della Lucia di Lammermoor.
Era dotato di tecnica superba, particolarmente «per il fraseggio, la padronanza della respirazione e l'agilità».